# Gottfried Schneider (Politiker, 1847)
Gottfried Friedrich Karl Johannes Schneider (* 24. Juni 1847 in Unna; † 12. Mai 1905 in Karlsbad) war ein deutscher Jurist und Mitglied des Deutschen Reichstags.

## Leben
Schneider besuchte das Gymnasium in Gütersloh und studierte Rechtswissenschaften an den Universitäten Bonn, Heidelberg und Berlin. 1876 wurde er Kreisrichter in Dortmund und am 1. Oktober 1879 Landrichter in Essen.
Von 1890 bis 1893 war er Mitglied des Deutschen Reichstags für den Wahlkreis Regierungsbezirk Arnsberg 7 (Hamm, Soest) und die Nationalliberale Partei. Zwischen 1892 und 1893 war er auch Mitglied des Preußischen Abgeordnetenhauses.